# Coppa volkovitshi
Coppa volkovitshi är en insektsart som beskrevs av Alexander Fyodorovich Emeljanov 1998. Coppa volkovitshi ingår i släktet Coppa och familjen Dictyopharidae. Inga underarter finns listade i Catalogue of Life.